# Chukha

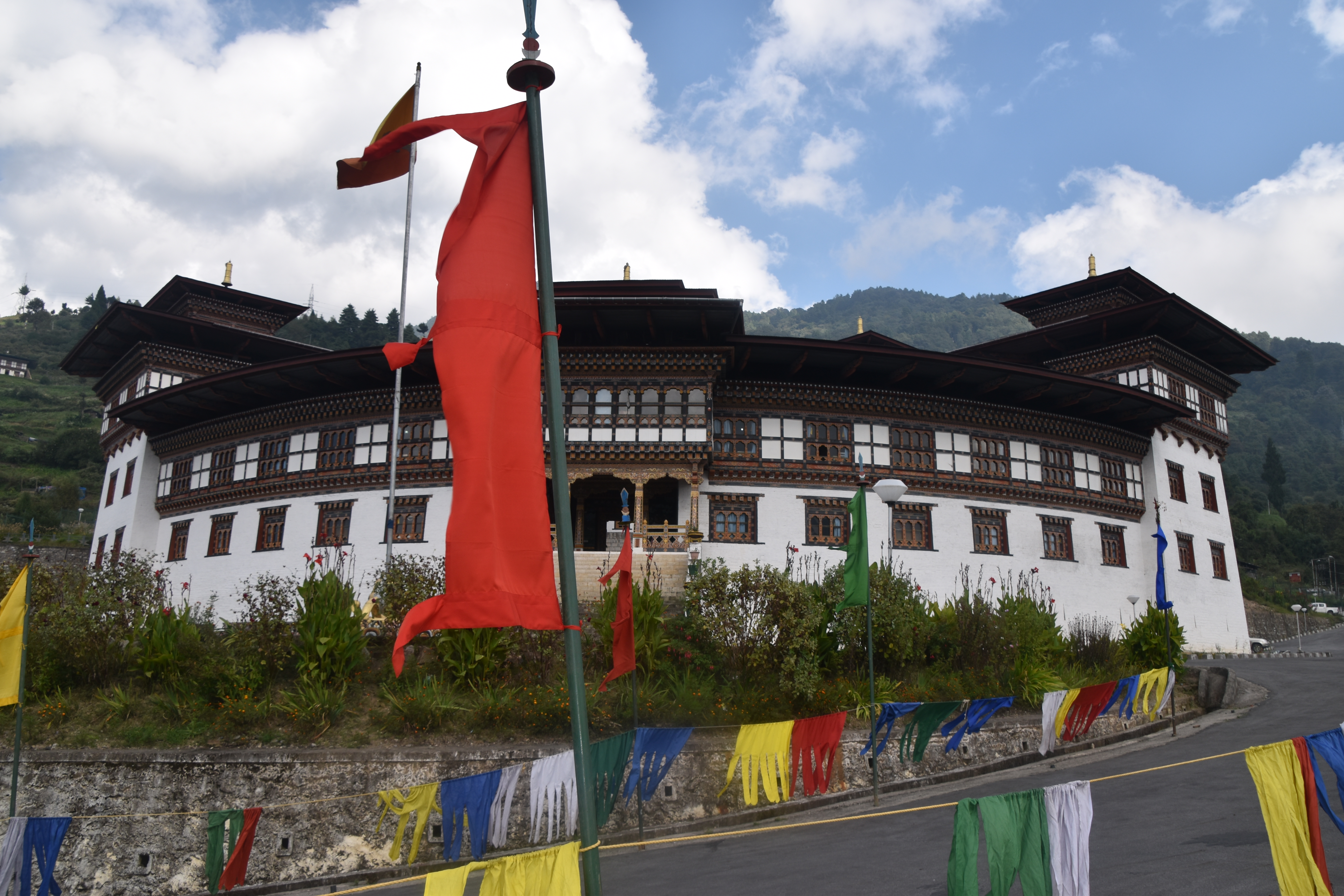

Chukha, anciennement orthographié Chhukha, est l'un des vingt dzongkhag (districts) du Bhoutan.
La principale ville du district est la ville de Phuentsholing qui se situe sur la route reliant l'Inde au Bhoutan.

## Subdivisions
Chukha est divisé en onze gewogs :
- Bhalujhora
- Bjacho
- Bongo
- Chapcha
- Dala
- Dungna
- Geling
- Getena
- Logchina
- Metakha
- Phuentsholing

## Représentation à l'Assemblée nationale
| Code   | Gewogs          | Electeurs enregistrés |
| ------ | --------------- | --------------------- |
| NA0201 | Bongo, Chapchha | 13 512                |
| NA0202 | Phuentshogling  | 10 228                |

| Élection  | Circonscription | Circonscription | Circonscription | Circonscription | Circonscription | Circonscription |
| Élection  | NA0201          | NA0201          | NA0201          | NA0202          | NA0202          | NA0202          |
| Élection  | Parti           | Parti           | Député          | Parti           | Parti           | Député          |
| --------- | --------------- | --------------- | --------------- | --------------- | --------------- | --------------- |
| 2008      |                 | DPT             | Ugay Tshering   |                 | DPT             | Chencho Dorji   |
| 2013      |                 | PDP             | Dawa Gyaltshen  |                 | PDP             | Rinzin Dorji    |
| 2018,     |                 | DNT             | Tshewang Lhamo  |                 | DNT             | Jai Bir Rai     |
| 2023-2024 |                 | PDP             | Pempa           |                 | PDP             | Rinzin Dorji    |